# 양재 나들목
양재 나들목(Yangjae IC)은 서울특별시 서초구 양재동과 원지동에 걸쳐 설치된 경부고속도로의 49번 교차로로, 경부고속도로의 종점이자 경부간선도로의 기점이다. 2002년 12월 5일 경부고속도로 노선 단축으로 이 나들목이 경부고속도로의 종점이 되었으며, 나들목 중간에서 한국도로공사의 관할 구간과 서울특별시의 관할 구간이 분할된다.

## 연혁
본래 이 나들목은 1968년 12월 21일 경부고속도로의 서울 ~ 수원 구간이 개통될 당시에는 설치되지 않았던 나들목이다. 1971년 9월 3일 광주대단지(현 성남시) 주민들의 교통 문제를 해결하기 위해 경부고속도로에 진입로와 진출로를 만들었다. 그러다 강남, 서초 지역이 개발되면서 한남대교까지 이동하는 불편을 덜기 위해 1987년 7월 22일에 이 나들목을 신설하기로 발표했다. 나들목 공사는 같은 해 8월에 착공되었으며 1988년 6월 양재대로가 개통되기 전에 완공되었다.
- 1971년 9월 3일 : 서울시에서 진입로, 진출로 완공
- 1987년 7월 22일 : 서울시에서 양재 나들목을 설치하기로 발표
- 1987년 8월 : 나들목 설치 공사 착공
- 1988년 6월 : 나들목 완공
- 1991년 3월 29일 : 서울 도시계획시설 교통광장에 서초구 양재동 일원을 양재 나들목으로 고시 및 면적 변경[3]
- 1999년 5월 7일 : 2002년 12월까지 나들목 개량 공사로 인해 서울특별시 강남구 양재동 ~ 원지동 1.16km 구간을 1.36km로 도로구역 변경[4]
- 2002년 12월 5일 : 경부고속도로 양재 나들목 ~ 한남대교 구간 단축으로 경부고속도로의 종점이 됨.[5]
- 2006년 10월 27일 : 2008년 12월 31일까지 나들목 개량 공사로 인해 서울특별시 서초구 양재동 ~ 원지동 1.143km 구간 도로구역 변경[6]
- 2013년 7월 15일: 양재대로12길 개통과 함께 신양재 나들목 개통[7]

## 접속하는 도로
- 국도 제47호선 (양재대로)
- 양재대로12길[8]
- 간접 연결 : 서울특별시도 제41호선 (강남대로, 헌릉로, 염곡사거리 이용[9])

## 구조
경부고속도로와 경부간선도로는 국도 제47호선 위로 지나가며, 램프의 구조는 모든 방향으로의 통행이 가능한 클로버잎형을 띄고 있다. 일부 램프는 국도 제47호선 방향 끝쪽에 신호등이 설치되어 있기도 하다.
구조물 중 일부는 염곡천 (여의천) 위로 지나간다. 양재대로 구리암사대교 방향에서 경부고속도로 부산 방향 진입 시 서울만남의광장휴게소로 바로 진입할 수 있다.

## 나들목 주변
- 구룡산
- ● 신분당선 양재시민의숲역
- 청계산
- 서울만남의광장휴게소
- 서울추모공원